# 형의 감경
형의 감경은 법률의 특별규정에 의하여 형이 본형보다 가벼운 형벌에 처하는 경우이다.

## 감경사유

### 일반적 감경사유

##### 필요적 감경사유
농아자, 종범(방조범)

##### 필요적 감면사유
중지미수

##### 임의적 감경사유
심신미약자, 장애미수, 인질해방감경, 작량감경

##### 임의적 감면사유
불능미수, 과잉방위, 과잉자구행위, 자수 또는 자복

### 특수적 감경사유

##### 필요적 감면사유
1. 다음 범죄를 목적으로 한 예비 • 음모죄의 자수 : 내란죄, 외환죄, 외국에 대한 사전죄, 통화위조죄, 방화죄, 폭발물사용죄
2. 자백 또는 자수의 경우 : 위증죄, 무고죄, 허위감정 • 번역 • 통역죄

##### 임의적 감경사유
범죄단체 조직, 인질의 석방

## 판례

### 필요적 감면
- 위증죄를 범한 자가 그 공술한 사건의 재판이 확정되기 전에 자백한 때[1]
- 현주건조물방화예비죄를 범한 자가 그 목적한 죄의 실행에 이르기 전에 자수한 때[2]
- 장물취득죄를 범한 자가 본범과 동거친족인 때[3]

### 임의적 감면
- 형법상 추행 목적 약취유인죄를 범한 자가 그 약취유인된 사람을 안전한 장소로 풀어준 때[4]

### 자수감경 긍정사례
- 피고인이 수사기관에 자진출석하였으나 처음에는 그 범행사실을 명백히 부인하다가 그 이후의 수사과정이나 재판과정에서 범행을 시인한 경우에는 자수한 것으로 볼 수 없다[5].
- 피고인이 검찰에 조사 일정을 문의한 다음 지정된 일시에 검찰에 출두하는 등의 방법으로 자진출석하여 범행을 시인하였다가 그후 법정에서 범행사실을 부인한 경우에는 자수한 것으로 볼 수 있다[6].
- 수사기관에 자수서를 소지하고 자발적으로 출석하였으나 조사를 받으면서 범행을 부인하다가 구속된 직후에 자수서를 제출하고 범행사실을 시인한 경우에는 자수한 것으로 볼 수 없다[7].
- 피고인이 대마초 41g씩을 은박지에 포장하여 운동화 1켤레의 각 안창 밑에 넣은 다음 이를 신은채 김포세관 문형 검색장치를 통과하려고 할 때 금속탐지음이 울리자 김포세관 소속 공무원 甲이 피고인에게 휴대품을 꺼내도록 한 다음 다른 휴대품이 있는지 여부를 물으면서 휴대용 금속탐지기로 피고인의 몸을 검색하였는데, 그래도 피고인의 하체 부근에서 계속 금속탐지음이 나자 피고인에게 무엇이냐고 물으므로 피고인이 담배라고 대답하였고, 그 직후 대마초임을 직감한 위 甲이 다시 대마초냐고 묻자 피고인이 대마초를 은닉소지한 사실을 시인하여 피고인을 김포세관 특수조사과에 인계한 경우 자수한 것으로 볼 수 없다[8].

### 자수감경 부정사례
- 법인의 직원 또는 사용인이 위반행위를 하여 양벌규정에 의하여 법인이 처벌받는 경우, 법인에게 자수감경에 관한 형법 제52조 제1항의 규정을 적용하기 위하여는 법인의 이사 기타 대표자가 수사책임이 있는 관서에 자수한 경우에 한하고, 그 위반행위를 한 직원 또는 사용인이 자수한 것만으로는 위 규정에 의하여 형을 감경할 수 없다[9].

## 참고문헌
- 김혜정. "형의 가중 및 감경사유에 대한 검토." 형사법연구 23.4 (2011): 33-58.